# Proboscidea parviflora

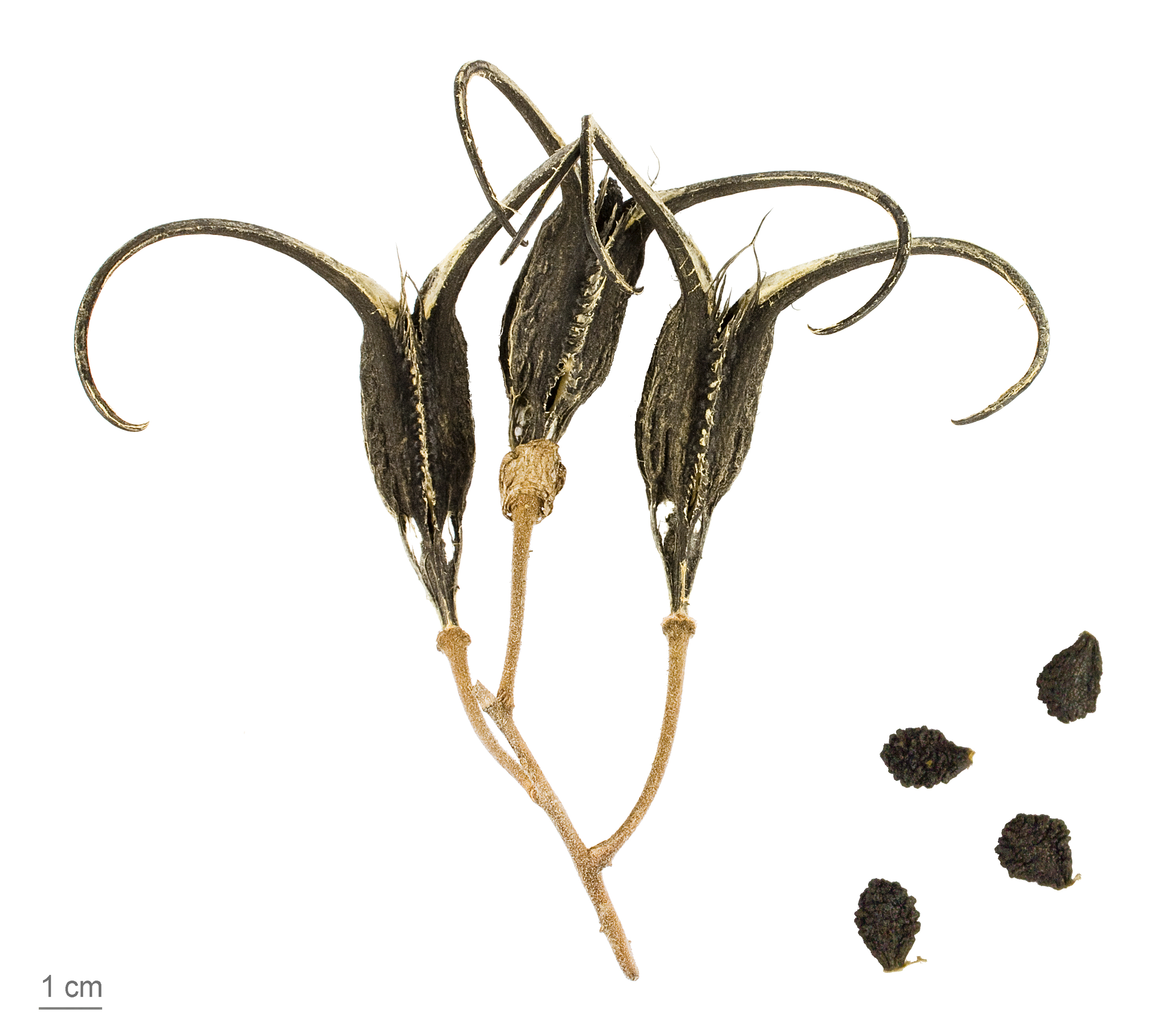
Gehörnte Kapseln und Samen von Proboscidea parviflora

Proboscidea parviflora ist eine Pflanzenart aus der Gattung Proboscidea in der Familie der Gemsenhorngewächse (Martyniaceae). Sie entstammt der Neuen Welt.

## Beschreibung

### Habitus
Proboscidea parviflora lebt als einjährige Pflanze, die einer kräftigen Rübenwurzel entspringt. Der Stängel wächst niederliegend bis aufrecht.

### Vegetative Merkmale
Die wirtelig bis gegenständig angeordneten Laubblätter sitzen an bis 35 cm langen Stielen. Die Spreite ist breit dreieckig-eiförmig bis rundlich-eiförmig. Die Blattspitze ist spitz bis abgestumpft und rundlich bis stumpf. Die Blattbasis ist herzförmig und gleichseitig bis ungleichseitig. Die Blattränder sind ganz und 3- bis 7-lappig und manchmal gezähnelt.

### Generative Merkmale
Die sehr lang gestielten Infloreszenzen sind wenigblütig und so lang wie das Laub oder vielblütig und länger als das Laub. Die Deckblätter sind verkehrt-eiförmig bis lanzettlich geformt. Die Blüten mit Vorblättern erscheinen zu 5–50 pro Blütenstand. Die Blütenstiele sind 1,5–9 cm lang während der Blüte. Die Calyx ist 1–1,5 cm lang; die Kelchblätter sind bis etwa zur Hälfte oder weniger in ihrer Länge freistehend. Die Corolla ist bis 2,5–4 cm lang; die Kronröhre ist rötlich-lila, pink oder weiß und im Schlund mit einem hellgelben Fleck, der sich entlang des unteren Teils des Schlunds bis nach außen auf das untere Ende der Loben erstreckt; sowie teils farbigen Punkten (Saftmale). Die Kronzipfel haben die gleiche Farbe wie die Röhre, aber die oberen Lappen sind häufig mit einem einzelnen großen, violetten oder rötlich-violetten Fleck verziert. Die oberen und seitlichen Loben sind weit ausladend oder zurückgebogen.
Die Früchte sind geschnäbelt mit abfallendem Meso-Exocarp. Der holzige Kapselkörper ist 5–10 cm lang, das Endokarp ist schwarz oder grau, elliptisch geformt und abaxial mehr oder weniger gekielt. Die gebogenen Hörner sind ein- bis dreieinhalb mal so lang wie der Körper. Die Samen sind schwarz oder weiß, bis 9 mm lang, 4–6 mm breit und eiförmig.

## Verbreitung
Proboscidea parviflora stammt aus den Südstaaten der USA, besonders Kalifornien, New Mexico, Louisiana und Florida, auch in Mexiko kommt sie vor. Die Unterart Prob. parviflora ssp. sinaloensis wächst nur im mexikanischen Bundesstaat Sinaloa entlang der Westküste.

## Systematik
Die Art wurde um 1898 von dem US-amerikanischen Botaniker Elmer Otis Wooton als Martynia parviflora erstbeschrieben. 1915 stellten Wooton und Paul Carpenter Standley die Art in die Gattung Proboscidea.
Von allen Proboscidea-Arten unterhält diese die meisten Subspezies und Varietäten.
- Proboscidea parviflora (Wooton) Wooton & Standl.; Teufelskralle, Espuela del Diablo, Aguaro, Aguaro sin camote, Las cinco llagas, Toloache, Cuernos; Syn.: Martynia parviflora Wooton.

Es gibt 3 Unterarten:
- - Proboscidea parviflora subsp. parviflora mit den 2 Varietäten:
    - Proboscidea parviflora var. parviflora; Nord-Mexiko, Südwesten der USA.
    - Proboscidea parviflora var. hohokamiana Bretting: Südwesten der USA.

  - Proboscidea parviflora subsp. gracillima (Hevly) Bretting: Nordwest-Mexiko (Baja California).
  - Proboscidea parviflora subsp. sinaloensis (Van Eselt.) Bretting : Nordwest-Mexiko.[1]

## Nutzung
Proboscidea parviflora findet besonders in den Südstaaten der USA als Nutz- und Medizinpflanzen Verwendung. Indianervölker wie die Navajo, Pima, Havasupai und auch die Zuñi kultivieren diese Art schon seit Jahrhunderten auf eigens angepflanzten Feldern. Ein besonderer Kultivar (Proboscidea parviflora var. hohokamiana, nach der Hohokam-Kultur) konnte auch junge Früchte mit doppelter Spitze bilden, doch kam diese Selektion aus der Mode, weil die Indianer glaubten, dass doppelt gehörnte Früchte zu vermehrten Zwillingsgeburten bei Frauen führen würden.